# Иоганн Фридрих II Средний
Иоганн Фридрих II Средний (нем. Johann Friedrich II. der Mittlere; 8 января 1529, Торгау — 9 мая 1595[…], Штайр, Верхняя Австрия) — герцог Саксонии, старший сын Иоганна Фридриха Великодушного и Сибиллы Клевской.

## Биография
Вместе со своим младшим братом Иоганном Вильгельмом он получил хорошее и разностороннее образование, в том числе у Базилиуса Моннера. Уже в юности братья принимали участие в заседаниях Надворного совета.
После битвы при Мюльберге, в которой были взяты в плен его отец и брат Иоганн Вильгельм, Иоганн Фридрих принял управление землями эрнестинов. Предприняв несколько попыток организовывать борьбу против императора Карла V, Иоганн Фридрих в конце концов подчинился ему.

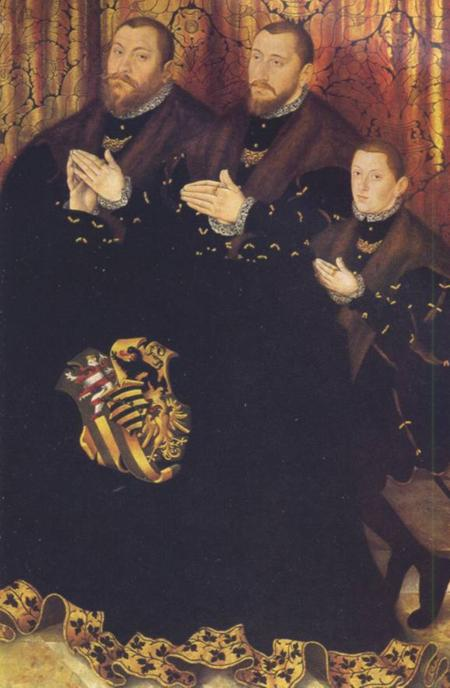
Три брата — Иоанн Фридрих II, Иоанн Вильгельм и Иоанн Фридрих III (слева направо). 1550 год

Император назначил сыновьям Иоганна Фридриха I годовую сумму в размере 50 000 гульденов. Не будучи в состоянии выплатить её, Иоганн Фридрих заложил несколько учреждений, являвшихся ядром эрнестинских владений. После смерти отца, который установил в завещании неделимость страны и совместное правление сыновей, в 1554 году Иоганн Фридрих II стал во взаимном согласии с братьями единственным правителем эрнестинских владений. Свою резиденцию он определил в Готе, а брату Иоганну-Вильгельму отдал Кобург. Новое императорское наделение леном с эрнестинскими владениями произошло 23 марта 1555 года.
Иоганн Фридрих поступил на службу к французскому королю Генриху II, которого он поддерживал в походах во Франции, и получал за это ежегодный платеж в размере 30 000 франков.
Он был ревностным лютеранином и принимал участие в споре Флация с вюртембергскими богословами.
В 1560 году герцог начал радикальную перестройку крепости Хельдбург. И вскоре там появилась роскошный ренессансный дворцово-замковый комплекс.
Так как во время грумбахской ссоры Иоганн Фридрих занял сторону подвергнутого в 1563 году имперской опале Вильгельма Грумбахского, он также был подвергнут имперской опале императором Максимилианом II в 1566 году. После взятия его резиденции замка Гримменштайн в Готе 13 апреля 1567 года Иоганн Фридрих был приведён курфюрстом Саксонии Августом в Дрезден. 22 июня 1567 года он прибыл в Вену, где последовал императорский плен с собственным двором в Винер-Нойштадте. В 1595 году из-за турецкой опасности он был переведён из Винер-Нойштадта в замок Ламсберг в Штайре (Верхняя Австрия). Там он умер в результате падения с лестницы после 28-летнего заключения. Вместе со своей супругой похоронен в церкви Святого Маврикия в Кобурге.
Сначала господство над всеми эрнестинскими владениями принял брат Иоганн Вильгельм. По Эрфуртскому делению 1572 года сыновьям Иоганна Фридриха Среднего под опекунством императора и рейхстага возвращались отцовские владения (Кобург и владения вокруг Эйзенаха и Готы), которые они распределили между собой после достижения совершеннолетия и вступления в наследство после смерти отца в 1596 году (Иоганн Казимир получил Кобург, Иоганн Эрнст — Эйзенах и Готу). С этого начались многочисленные эрнестинские деления, вследствие которых в Тюрингии возникло множество малых территорий.

## Семья
Иоганн Фридрих сочетался браком 26 мая 1555 года в Веймаре с Агнесой (1527—1555), дочерью ландграфа Гессенского Филиппа I и вдовой Морица, курфюрста Саксонии, чем выполнил желание своего отца. Агнеса умерла в ноябре того же года от лихорадки.
Свой второй брак он заключил 12 июня 1558 года в Веймаре с Елизаветой (1540—1594), дочерью курфюрста Пфальца Фридриха III. В этом браке родились:
- Иоганн Фридрих (1559—1560);
- Фридрих Генрих (1563—1572);
- Иоганн Казимир (1564—1633), герцог Саксен-Кобурга; женился в 1586 году на Анне (1567—1613), принцессе Саксонской (развод в 1593 году), в 1599 году — на Маргарите (1573—1643), принцессе Брауншвейг-Люнебургской;
- Иоганн Эрнст (1566—1638), герцог Саксен-Айзенаха; женился в 1591 году на Елизавете (1565—1596), графине Мансфельд, в 1598 году — на Кристине (1578—1658), принцессе Гессен-Кассельской.

## Память
В кобургской церкви Святого Маврикия герцог Иоганн Казимир поставил в 1598 году своим родителям Иоганну Фридриху II и Елизавете алебастровый надгробный памятник высотой 12 м (скульптор Николаус Бергнер), который считается одной из самых красивых эпитафий эпохи Возрождения в Германии.